# Edward Frederick Ertz
Edward Frederick Ertz, né le 1er mars 1862 à Canfield (aujourd'hui Edison Park) dans l'Illinois et mort en 1954 à Pulborough, est un peintre et graveur américain.

## Biographie
Installé à Chicago, Ertz commence comme apprenti-graveur à l'âge de 15 ans. Il part ensuite pour La Nouvelle Orléans, puis New York. Il décide ensuite d'étudier à Paris où il est élève de Jules Lefebvre, Benjamin Constant et Paul Delance.
Il commence à exposer au Salon des artistes français en 1889, montrant des gravures sur bois. Il fait de même l'année suivante au salon de la Société nationale des beaux-arts. Ertz devient un fidèle de ce salon jusqu'en 1899, exposant principalement des aquarelles. Il reparaît ensuite au Salon des artistes français, pour y présenter des pointes sèches. En 1908, Ertz expose une dernière fois à Paris, au salon de la Société nationale des beaux-arts, pour une aquarelle intitulée Hercule luttant avec Neptune.
Il devient professeur à l'Académie Delécluse (Paris) de 1892 à 1899 : là il rencontre une jeune étudiante britrannique, Ethel Horsfall, qu'il épouse en 1894 à Paris. Le couple part ensuite d'installer à Polperro en Cornouailles, et fonde en 1901 une école spécialisée dans l'aquarelle. Leurs deux enfants naîtront dans ce village. Vers 1899-1900, Ertz collabore à la revue L'Œuvre d'art international et produit en 1906 des articles pour The Studio portant sur les techniques du monotype, de l'eau-forte, et du bois gravé en couleurs.
En 1905, la famille Ertz déménage à Yealmpton dans le Devon où une nouvelle école d'art est fondée. Finalement, ils s'installe à Pulborough. Ethel meurt en 1919 de la grippe espagnole. En 1929, Ertz se remarie.
Ertz exposa également à la Royal Society de Londres, à Pittsburgh, Philadelphie, New York, Chicago ou encore Munich.
Il devient membre de la Royal Society of Painter-Printmakers et de la Fédération des artistes américains. Ses eaux-fortes sont montrées à la première exposition de la Chicago Society of Etchers en 1911, aux côtés de Ralph M. Pearson, Bertha E. Jaques, Catherine Merrill, et Charles Brady King.
Il est titulaire de la médaille des amis des arts de la Somme, d'une médaille de la Société des artistes américains et de l'Art Club de Londres, ses œuvres sont conservées, entre autres, au Musée de Boston, à la Congressional Library, à l'Alexandra Palace de Londres et à la Vanderpool Art Gallery à Chicago.

## Œuvres

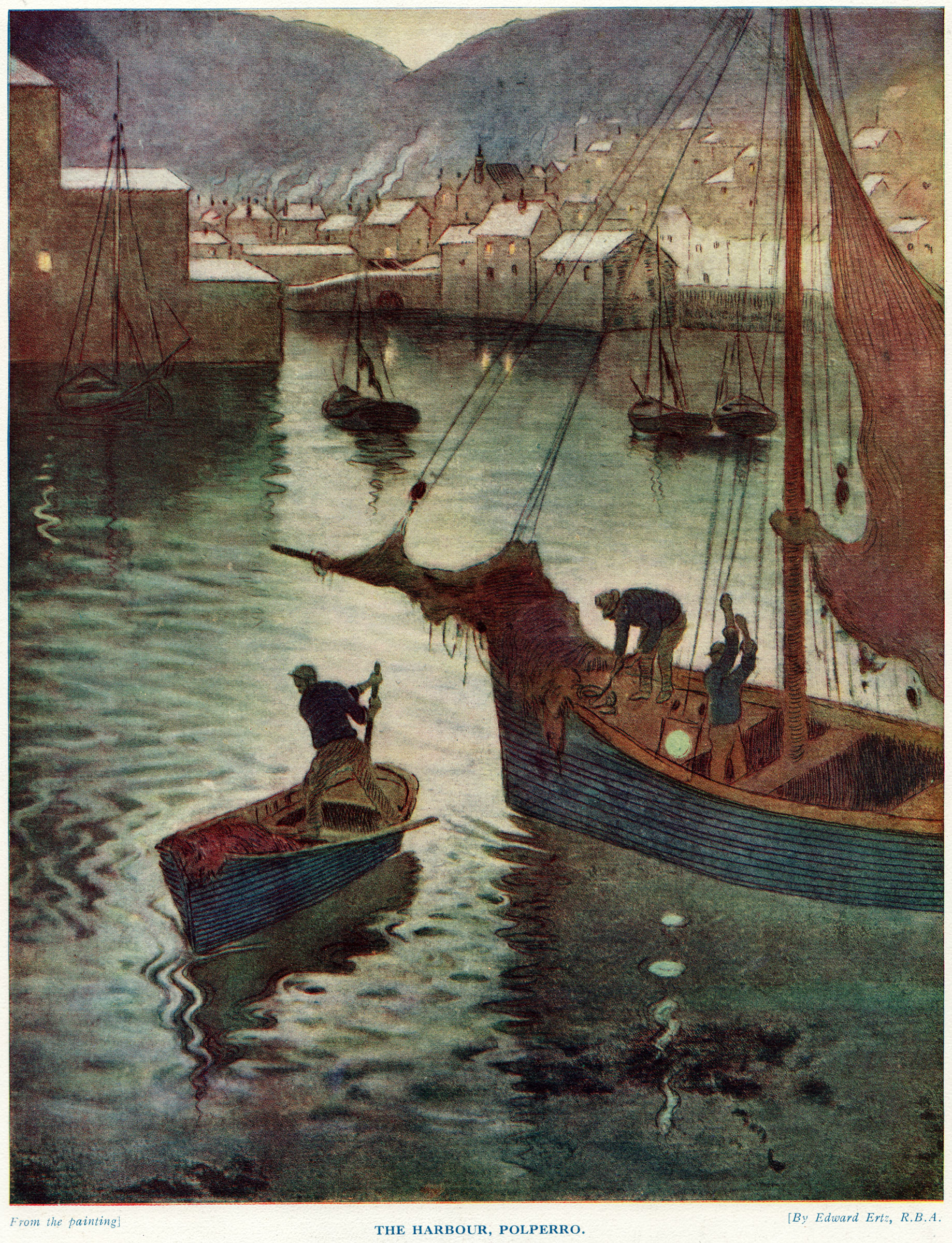
The Harbour, Polperro, Cornwall, par Edward Ertz, gravure extraite de Britain Beautiful, 4 vols, Londres, Hutchinson, 1924, p. 26

Liste donnée par René Édouard-Joseph.

### Gravure
- Romance
- Pythéa
- Mère et enfant
- La Terre
- The Daily Bath
- The Harbour, Polperro, Cornwall

### Peinture
- Pythéa
- Summy spring
- Arabes au soleil